# Брагінський район
Бра́гінський райо́н (біл. Брагінскі раён) — адміністративна одиниця Білорусі, Гомельська область.
Район дуже сильно постраждав від аварії на ЧАЕС. Тут знаходиться частина Поліського державного радіаційно-екологічного заповідника.
Адміністративний центр — селище міського типу Брагін.

## Географія
Площа району становить 1950 км² (за іншою оцінкою — 1962 км²). На півдні межує із Київською, на сході — з Чернігівською областями України, на півночі — з Лоєвським, на заході — з Хойницьким районами.
Основні річки — Дніпро і Брагінка із притокою Несвіч.
Після катастрофи на Чорнобильській АЕС вся територія Брагінського району зазнала радіоактивного забруднення, при цьому близько 120 000 га (понад 60 % території) отримали щільність забруднення цезієм-137 більше 5 Ku/км кВ. Через радіаційне забруднення внаслідок катастрофи на Чорнобильській АЕС 4890 родин (12 526 жителів) у 1986-97 роках переселені в чисті місцевості.

## Історія
Район був утворений 1 вересня 1924 року в складі Речицького округу; 9 червня 1927 року — включений до складу Гомельського округу, де залишався до липня 1930 року 15 січня 1938 року ввійшов у Поліську область, 20 жовтня 1941 — у Брагінську округу, а 8 січня 1954 року — у Гомельську область. 25 грудня 1962 року до району приєднане селище міського типу Комарин і 8 сільрад скасованого Комаринського району.
Площа 1954 км кв, населення 16,5 тис. чол. (2004 рік). Включає 135 населених пунктів. Район розділений на 11 сільрад, 2 селища міського типу (Брагін і Комарин). Є родовища торфу (35.5 млн т) і цегельної глини. Якість орних земель — 46 балів, кормових угідь — 30, всіх сільгоспугідь — 38 балів. Близько 30 % території займають ліси. Частину території району займає Поліський державний радіаційно-екологічний заповідник. Основні промислові підприємства в Брагіні й Комарині. Під сільгоспугіддями близько 57 % території. 21 колгосп, 7 радгоспів, 18 загальноосвітніх шкіл, 26 бібліотек, 47 спортивних споруджень, 82 магазини й 19 підприємств громадського харчування.

## Демографія
Населення району в 1999 р. становило 17,4 тис. чоловік. Зараз воно скоротилося до 14,2 тис. чоловік (2009), у тому числі в міських умовах проживають близько 6 005 чоловік — 3 700 чоловік у районному центрі й 2 200 — у смт Комарин.

## Адміністративний поділ
В Брагінському районі налічується 136 населених пунктів, з них два містечка — Брагін і Комарин (смт) та сільради. З 1 січня 1991 року в районі залишилося 83 жилих населених пункти та два містечка, всі вони належать до 2-ох селищних та 7-и сільських рад:
- Бурковська сільська рада → Бурки • Бакуни • Кононовщина • Великий Ліс • Дубровне • Червона Гора • Микуличі • Соболі • Маритон • Рижков • Червоне Поле
- Вугловська сільська рада → Вугли • Майський • Ковака • Каманов • Міхновка • Новий Шлях • Лубеники • Пожарки • Рудня Журавльова • Теклінов • Шкурати
- Комаринська сільська рада→ Верхні Жари • Гдень • Іванки • Карловка • Кірово • Нижні Жари
- Малейківська сільська рада → Малейки • Городище • Городок • Заріччя • Котловиця • Новий Мокрець • Пацков • Петрицьке • Старий Мокрець • Стежарно • Стежарний • Сілець • Тельман
- Маложинська сільська рада → Маложин • Береснівка • Громкий • Доброгоща • Волоховщина • Дубровка • Жиличі • Деміївка • Червона Поляна • Червона Нива • Старі Юрковичі • Кривча • Ленінець • Олексіївка • Переноси • Ритов • Дублін • Дуброва
- Новойолчанська сільська рада → Нова Йолча • Стара Йолча • Галки • Голубівка • Вялле • Олександрівка • Асаревичі • Берізки • Червоне
- Чемериська сільська рада → Братськ • Садовий • Чемериси • Грушне • Двір Савичі • Нові Храковичі • Нова Гребля • Старі Храковичі • Просмичі • Савичі • Ленінський • Калінінський

## Економіка
Функціонують крохмальний і маслосирзавод, лісгосп, районні сільгоспхімія й агропромтехніка, ветлікарня, хлібозавод, аптека, музична школа, історичний музей з картинною галереєю, бібліотеки, Будинок культури, лікарня, пошта, гідрометеостанція. Ведеться радіомовлення, виходить газета «Маяк Полісся». Поблизу селища є поклади залізняку, глини й суглинків.

## Транспорт
Автомобільними дорогами район пов'язаний з Хойниками, Речицею, Лоєвом, Чернігівом, територією району проходить залізнична лінія Чернігів — Овруч.

## Визначні пам'ятки
На території району розташований пам'ятник садово-паркового мистецтва — Тельманський парк біля села Тельман. У парку археологами було знайдено стародавнє городище.

## Відомі уродженці й жителі
- Ващенко Гавриїл Харитонович — білоруський живописець (село Чикаловичі);
- Ракітний Н. (1920—2000) — білоруський письменник (село Пєтріцкоє);
- Романюк Михайло Федорович (1944—1997) — білоруський мистецтвознавець, етнограф, художник (село Кували);
- Рудник Петро Михайлович — державний діяч (село Алексєєвка);
- Соболенко Р. К. (1907—1975) — білоруський письменник (село Соболі).